# 福田ゆい
福田 ゆい（ふくた ゆい、1998年5月20日 - ）は、愛知県津島市出身の女子サッカー選手。スペイン2部・DUXログローニョ所属。藤枝順心高等学校出身。ポジションはミッドフィールダー。女子サッカー選手の福田まいは双子の妹。

## 経歴

### ユース
双子の妹であるまい（現・AC長野パルセイロ・レディース）と共に幼稚園年長から地元少年団でサッカーを始め、小学校4年生から中学校卒業まで名古屋FCレディースに所属した。小学6年生の時に第24回全国少年少女草サッカー大会で優勝し、最優秀選手賞を受賞した。
2014年に姉妹揃って藤枝順心高等学校に進学。2学年上に杉田妃和がいた。
高校在学中は2年生時に全日本高等学校女子サッカー選手権大会優勝、主将を務めた3年生時には高校総体を制し、2度の全国制覇に貢献した。高校卒業後は大学進学を視野に入れていたが、INAC神戸の練習に参加したことが契機となり進路を変更した。

### シニア
INAC神戸レオネッサ
2017年、INAC神戸レオネッサに入団。
同年4月9日に行われたなでしこリーグカップ1部Bグループ第1節伊賀フットボールクラブくノ一戦の後半20分から途中出場し、公式戦デビューを果たした。6月11日に行われたなでしこリーグカップ1部Bグループ第3節浦和レッズレディース戦に先発出場し、前半17分に公式戦初得点となるゴールを決めた。同年10月、2017年なでしこリーグ1部の新人賞を受賞した。
マイナビベガルタ仙台レティース / マイナビ仙台レディース
2020年、マイナビベガルタ仙台レディースに移籍。
2022年6月28日、仙台は福田がAC長野パルセイロ・レディースへ完全移籍することを発表した。
AC長野パルセイロ・レディース
2022年6月、AC長野パルセイロ・レディースへ加入後、2023年3月頃より、コンディション調整のためチーム活動を離れたが、同年5月23日からチームトレーニングに合流した。
2024年5月24日、2023-24シーズン限りで長野を退団することが発表された。同年7月22日に姉のまいが所属するスペイン2部リーグのDUXログローニョへ加入。

### 代表
2017年10月開催のAFC U-19女子選手権2017（中華人民共和国・南京市）に出場するU-19サッカー日本女子代表（ヤングなでしこ）のメンバーに、妹・まいと一緒に選出された。
2018年、フランスで行われたFIFA U-20女子ワールドカップ 2018大会の代表メンバーに招集された。大会ではグループステージ2試合に出場し、U-20日本女子代表初の優勝に貢献した。

## 個人成績

### クラブ
| クラブ                         | シーズン | リーグ      | 背番号 | リーグ戦 | リーグ戦 | カップ戦 | カップ戦 | リーグ杯 | リーグ杯 | UEFA / AFC | UEFA / AFC | 合計 | 合計 |
| クラブ                         | シーズン | リーグ      | 背番号 | 出場     | 得点     | 出場     | 得点     | 出場     | 得点     | 出場       | 得点       | 出場 | 得点 |
| ------------------------------ | -------- | ----------- | ------ | -------- | -------- | -------- | -------- | -------- | -------- | ---------- | ---------- | ---- | ---- |
| 藤枝順心高校                   | 2014     | —           | 23     | —        | —        | 1        | 0        | —        | —        | —          | —          | 1    | 0    |
| 藤枝順心高校                   | 2015     | —           | 19     | —        | —        | 2        | 0        | —        | —        | —          | —          | 2    | 0    |
| 藤枝順心高校                   | 2016     | —           | 10     | —        | —        | 1        | 0        | —        | —        | —          | —          | 1    | 0    |
| 藤枝順心高校                   | 通算     | 通算        | 通算   | 0        | 0        | 4        | 0        | 0        | 0        | 0          | 0          | 4    | 0    |
| INAC神戸レオネッサ             | 2017     | なでしこ1部 | 20     | 14       | 1        | 0        | 0        | 9        | 1        | —          | —          | 23   | 2    |
| INAC神戸レオネッサ             | 2018     | なでしこ1部 | 20     | 0        | 0        | 0        | 0        | 4        | 0        | —          | —          | 4    | 0    |
| INAC神戸レオネッサ             | 2019     | なでしこ1部 | 20     | 0        | 0        | 0        | 0        | 2        | 0        | -          | -          | 2    | 0    |
| INAC神戸レオネッサ             | 通算     | 通算        | 通算   | 14       | 1        | 0        | 0        | 15       | 1        | 0          | 0          | 29   | 2    |
| マイナビベガルタ仙台レディース | 2020     | なでしこ1部 | 13     | 17       | 1        | 4        | 0        | —        | —        | —          | —          | 21   | 1    |
| マイナビ仙台レディース         | 2021-22  | WE          | 13     | 8        | 0        | 1        | 0        | —        | —        | —          | —          | 9    | 0    |
| マイナビ仙台レディース         | 通算     | 通算        | 通算   | 25       | 1        | 5        | 0        | 0        | 0        | 0          | 0          | 30   | 1    |
| AC長野パルセイロ・レディース   | 2022-23  | WE          | 8      | 3        | 0        | 0        | 0        | 5        | 0        | —          | —          | 8    | 0    |
| AC長野パルセイロ・レディース   | 2023-24  | WE          | 8      | 15       | 0        | 1        | 0        | 4        | 0        | -          | -          | 20   | 0    |
| AC長野パルセイロ・レディース   | 通算     | 通算        | 通算   | 18       | 0        | 1        | 0        | 9        | 0        | 0          | 0          | 28   | 0    |
| DUXログローニョ                | 2024-25  | スペイン2部 | 21     |          |          | 4        | 0        | —        | —        | —          | —          | 4    | 0    |
| 通算                           | 日本     | 日本        | 1部    | 57       | 2        | 6        | 0        | 24       | 1        | 0          | 0          | 87   | 3    |
| 通算                           | 日本     | 日本        | その他 | 0        | 0        | 4        | 0        | 0        | 0        | 0          | 0          | 4    | 0    |
| 通算                           | スペイン | スペイン    | 2部    |          |          | 4        | 0        | 0        | 0        | 0          | 0          | 4    | 0    |
| 総通算                         | 総通算   | 総通算      | 総通算 | 57       | 2        | 14       | 0        | 24       | 1        | 0          | 0          | 95   | 3    |

- 日本女子サッカーリーグ
  - 初出場 - 2017年4月22日 なでしこリーグ1部 第4節 アルビレックス新潟レディース戦 (デンカビッグスワンスタジアム)[23]
  - 初得点 - 2017年9月9日 なでしこリーグ1部 第14節 マイナビベガルタ仙台レディース戦 (ユアテックスタジアム仙台)[23]

- WEリーグ
  - 初出場 - 2021年9月18日 第2節 ノジマステラ神奈川相模原戦 (広島広域公園第一球技場)[24]

## タイトル

### クラブ
- 藤枝順心高等学校
  - 全日本高等学校女子サッカー選手権大会: 1回 (2016)
  - 全国高等学校総合体育大会サッカー競技大会: 1回 (2016)

### 代表
- U-20日本女子代表
  - FIFA U-20女子ワールドカップ: 1回 (2018)[19]

### 個人
- なでしこリーグ1部新人賞: (2017)